# Ольха (приток Мды)
Ольха — река в России, протекает по Любытинскому району Новгородской области. Сливаясь с Мдичкой Ольха даёт начало реке Мда. Длина реки составляет 27 км, площадь водосборного бассейна — 127 км².
В 1,2 км от устья, по правому берегу впадает река Дощаница.
Населённых пунктов на реке нет.

## Данные водного реестра
По данным государственного водного реестра России относится к Балтийскому бассейновому округу, водохозяйственный участок реки — Мста без р. Шлина от истока до Вышневолоцкого г/у, речной подбассейн реки — Волхов. Относится к речному бассейну реки Нева (включая бассейны рек Онежского и Ладожского озера).
Код объекта в государственном водном реестре — 01040200212102000021244.